# 石川詢
石川 詢（いしかわ じゅん / はかる、1858年-1933年）は、日本海軍の軍医。軍医大監（海軍大佐相当官）、台湾総督府海軍軍医長。

## 経歴
慶應義塾を卒業し（『慶應義塾入社帳』第一巻374頁）、海軍に入り、台湾総督府海軍軍医長、日露戦争時の特務艦隊病院船「神戸丸」の軍医長となる。その他、明治11年（1878年）7月、後藤新平の「愛衆社」の創立に参加。
1917年8月21日に退役した。

## 栄典
- 1906年（明治39年）12月27日 - 正五位[2]